# The '59 Sound
The '59 Sound è un album del gruppo indie rock/punk revival statunitense The Gaslight Anthem, pubblicato il 25 agosto 2008 dalla SideOneDummy Records.
Il disco si caratterizza per influenze che spaziano dal punk rock, al soul ed al blues, nonché per sonorità che, come nel precedente EP Señor and the Queen, risultano molto soft ed armoniche, specie rispetto all'album di debutto, Sink or Swim, con un cantato melodico piuttosto che roco e grezzo, tipIco del sound punk. Nell'album si evidenziano poi influenze di Bruce Springsteen, particolarmente nel canto e nei testi, e dei Social Distortion, specie nelle parti di chitarra e batteria.
Nel dicembre 2008 eMusic ha votato The '59 Sound come miglior album dell'anno. New Musical Express l'ha invece classificato alla 47ª posizione dei migliori album annuali. The '59 Sound, title track dell'album e primo singolo estratto, è stata considerata da Rolling Stone la 62ª delle 100 migliori canzoni del 2008.

## Tracce
1. Great Expectations – 3:05
2. The '59 Sound – 3:09
3. Old White Lincoln – 3:23
4. High Lonesome – 3:05
5. Film Noir – 3:29
6. Miles Davis & The Cool – 4:11
7. The Patient Ferris Wheel (feat. Dicky Barrett) – 3:34
8. Casanova, Baby! – 2:57
9. Even Cowgirls Get the Blues – 3:30
10. Meet Me by the River's Edge – 3:19
11. Here's Looking at You, Kid – 3:36
12. The Backseat – 4:14
13. Robert Bradley's Blackwater Surprise – Once Upon a Time – 3:58 – bonus track per iTunes

## Formazione
- Brian Fallon - voce, chitarra
- Alex Rosamilia - chitarra
- Alex Levine - basso, voce
- Benny Horowitz - batteria, percussioni, tamburello basco, campane tubolari

### Crediti[3]
- Tom Baker - masterizzazione
- Dicky Barrett - voce
- Gia Ciambotti - voce
- Ted Hutt - produzione, missaggio
- Lisa Johnson - fotografia
- Jonas Kleiner  - direttore artistico, design
- Ryan Mall - campionamento, assistente
- Joe Sib - voce
- Joe Sirois - voce
- Chris Wollard - voce
- Kim Yarbrough - voce

## Classifiche
| Anno | Nome               | Etichetta    | Classifiche      | Classifiche | Classifiche     | Classifiche | Classifiche               |
| Anno | Nome               | Etichetta    | Album            | Album       | Album           | Album       | Singoli                   |
| Anno | Nome               | Etichetta    | US Billboard 200 | Top Rock    | Top Independent | UK          | Billboard Hot Modern Rock |
| ---- | ------------------ | ------------ | ---------------- | ----------- | --------------- | ----------- | ------------------------- |
| 2008 | The '59 Sound      | SideOneDummy | 70               | 25          | 7               | 154         |                           |
| 2008 | The '59 Sound      | SideOneDummy |                  |             |                 |             | 35                        |
| 2008 | Old White Lincoln  | SideOneDummy |                  |             |                 |             |                           |
| 2009 | Great Expectations | SideOneDummy |                  |             |                 |             |                           |